# M0n0wall
M0n0wall er et gratis open source-program, der realiserer en dedikeret firewall, når det kører alene på en computer. Den første udgave blev frigivet i 2003 og der er siden blev udgivet nye versioner flere gange om året. Udviklinken koordineres af Manuel Kasper, men mange andre har bidraget aktivt.
M0n0wall er baseret på FreeBSD-styresystemet og kan derfor køre på alle de computertyper som FreeBSD understøtter, herunder almindelige x86-PC'er og forskellige embeddede platforme. Mindst to netværkskort er påkrævet. Computeren sættes op til at starte op på (boote) et ca. 12 MB stort boot image, der inkluderer FreeBSD og M0n0wall. Image'et kan f.eks. være placeret på en CD eller et flashmedie og indstillinger kan f.eks. gemmes på en diskette eller på flashmediet. Konfiguration af firewallen sker gennem en web-baseret brugergrænseflade.
Programellet understøtter en lang række netværks- og sikkerhedsrelaterede funktioner, bl.a. pakkefiltrering, VPN, DHCP-server, dynamisk DNS og QoS. 